# Apeadeiro de Midões
O Apeadeiro de Midões, originalmente denominado de São Bento, é uma interface da Linha do Minho, que serve a localidade de Midões, no concelho de Barcelos, em Portugal.

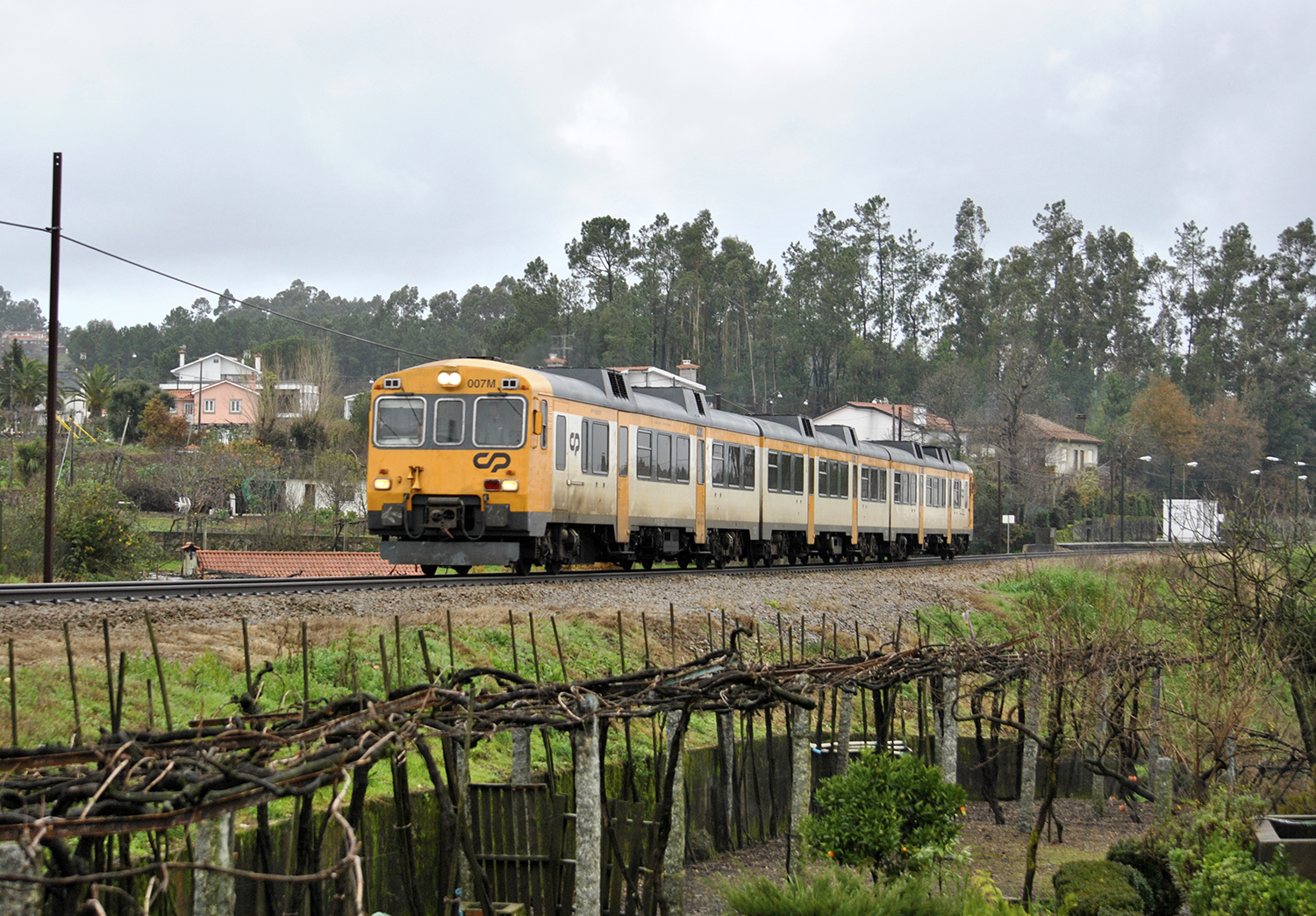
Automotora “camelo” circulando junto ao apeadeiro de Midões, em 2012.

## Descrição

### Localização e acessos
Esta interface situa-se a nordeste do centro (Igreja) da localidade nominal, distante cerca de um quilómetro; é servida por acessos pedonais e rodoviários que ligam, do lado nascente, à EN204 e, do lado poente, à EM560.

### Infraestrutura
Esta interface apresenta duas vias de circulação, identificadas como I e II, ambas com 750 m de extensão e cada uma acessível por plataforma — estas têm 150 m de comprimento e têm ambas um segmento de 80 m com altura de 685 mm de altura, tendo o restante 400 mm. O edifício de passageiros situa-se do lado nordeste da via (lado direito do sentido ascendente, a Monção).

### Serviços
Em dados de 2023, esta interface é servida por comboios de passageiros da C.P. de tipo regional com oito circulações diárias em cada sentido entre Nine ou Porto - São Bento e Viana do Castelo ou Valença, e de tipo intercidades com uma circulação diária no sentido Valença-Campanhã).

## História
Esta interface foi inaugurada em 1 de Janeiro de 1877, com a denominação oficial de São Bento, sendo então o terminal provisório da Linha do Minho. O lanço seguinte da linha, até Barcelos entrou ao serviço em 21 de Outubro desse ano.

Em 2005, a estação de Midões foi despromovida à classificação de apeadeiro, e como tal foi desmantelada a via de resguardo que tinha, passando a ter apenas via única. Efetivamente, em 2016 era indicada oficialmente só uma via de circulação em uso, com 495 m de comprimento, e duas plataformas com 151 m de extensão e altura de 30 cm — valores alterados para os atuais, de novo com duas vias, na documentação oficial em 2022 — onde esta interface surge com ambas as classificações: estação (implicitamente):79] e apeadeiro…:191]